# Sokólsko (przystanek kolejowy)
Sokólsko – zlikwidowany przystanek kolejowy w Sokólsku na linii kolejowej Strzelce Krajeńskie – Lubiana, w województwie lubuskim.